# Municipi de Roskilde
El municipi de Roskilde és un municipi danès de la Regió de Sjælland que va ser creat l'1 de gener del 2007 com a part de la Reforma Municipal Danesa, integrant els antics municipis de Gundsø, Ramsø i Roskilde. El municipi és situat a l'illa de Sjælland, al sud-est del fiord de Roskilde, abastant una superfície de 212 km².
La ciutat més important i la seu administrativa del municipi és Roskilde (46.292 habitants el 2009). Altres poblacions del municipi són:
- Ågerup
- Gadstrup
- Gundsølille
- Gundsømagle
- Herringløse
- Jyllinge
- Snoldelev
- Store Valby
- Svogerslev
- Veddelev
- Viby
- Vindinge
- Vor Frue

## Consell municipal
Resultats de les eleccions del 18 de novembre del 2009:
| Partit                       | vots  | % vots |
| ---------------------------- | ----- | ------ |
| Socialdemokratiet            | 12390 | 29,7   |
| Det Radikale Venstre         | 1922  | 4,6    |
| Det Konservative Folkeparti  | 4413  | 10,6   |
| Socialistisk Folkeparti      | 9320  | 22,3   |
| Liberal Alliance             | 87    | 0,2    |
| Larsens Plads                | 101   | 0,2    |
| Dansk Folkeparti             | 3024  | 7,2    |
| Roskildelisten               | 25    | 0,1    |
| Venstre                      | 9297  | 22,3   |
| Enhedslisten - De Rød-Grønne | 1193  | 2,9    |

### Alcaldes
| Alcalde             | Període               | Partit            |
| ------------------- | --------------------- | ----------------- |
| Poul Lindor Nielsen | 1-1-2007 a 31-12-2009 | Socialdemokratiet |
|                     | 1-1-2010 a 31-12-2013 |                   |